# Država Palestina
Palestina (arapski: فلسطين; hebr. פלשתינה), koju Ujedinjeni narodi i neki međunarodni identiteti priznaju pod imenom  Država Palestina je de jure suverena država u jugozapadnoj Aziji, odnosno na Bliskom istoku, između Jordana i Sredozemnog mora. Službeno je nastala unilateralnim usvajanjem deklaracije o neovisnosti koju su 15. studenoga 1988. u izgnanstvu proglasili Palestinska oslobodilačka organizacija i Palestinsko nacionalno vijeće. Međunarodno-pravni status priznat joj je 29. studenoga 2012. nakon glasanja u Općoj skupštini Ujedinjenih naroda, kada je Državi Palestini dodijeljen status države promatrača u UN-u (sa 138 glasova za, 9 protiv i 41 suzdržanih).
Palestina je dom Palestinaca, naroda arapskog jezika koji je u vrijeme raspada Osmanskog Carstva na kraju I. svjetskog rata imao tek svijest o svojoj pokrajinskoj prisutnosti i u kojem su tek pripadnici socijalne elite promišljali o izazovima koje pred Arape na području Palestine stavlja mogućnost raspada carstva koje je njime vladalo zadnja 4 stoljeća: vrlo postupno formiranje palestinske nacionalne svijesti trajalo je u vrijeme naseljavanja Židova (od kojih je vrlo značajni dio došao iz Arapskih zemalja, u kojima im nakon formiranja Države Izrael više nije bilo moguće živjeti), pod okupacijom najprije Velike Britanije (Britanski Mandat za Palestinu), potom Egipta i Jordana (koji su dva desetljeća kontrolirali područja Pojasa Gaze i Zapadne obale) i naposljetku pod Izraelskom okupacijom: u takvim uvjetima je osnivanje nacionalnih institucija i nacionalnog života bilo vrlo usporeno – i zapravo je pravo formiranje nacije donekle dovršeno tek krajem XX. stoljeća.
Palestina je članica Arapske lige, Organizacije islamske konferencije, G77, Međunarodnog olimpijskog komiteta i drugih međunarodnih organizacija.
Palestina je ujedno i naziv za zemljopisno područje na Bliskom istoku.

## Zemljopis
Sastoji se od dvaju područja: Pojasa Gaze i Zapadne obale, koje razdvaja područje Države Izrael. Palestina graniči s Izraelom, Egiptom i Jordanom.

## Etimologija
Naziv Palestina potječe od naroda pod nazivom Filistejci, koji je nastanjivao ovo područje u antičko doba. Filistejci su imali nekoliko nezavisnih gradova-država, od kojih su najznačajniji bili Gaza, Ašdod i Aškelon. Filistejci su bili indoeuropski narod grčkog podrijetla čije izvorno ime (najvjerojatnije Kaftori) ostaje nepoznato. Riječ Palestina hebrejskog je podrijetla, i u povijesnom, lingvističkom i kulturološkom pogledu odnosila se isključivo na drevne Filistejce, dok se u modernoj političkoj terminologiji povezuje s arapskim stanovništvom Palestine. Filistejci su se naselili na područje Levanta u 12. stoljeću pr. Kr., a filistejsku državu bila je uništila Asirija u 8. stoljeću pr. Kr.
Nakon neuspješnog židovskog ustanka protiv Rimljana 135. godine, Rimljani su preimenovali provinciju Judeju u provinciju Sirija-Palestina. Termin "Palestina" bili su nakon toga sporadično koristili europski povjesničari, kao i Križari. Za vrijeme Osmanskog Carstva službeni naziv za Palestinu bio je Vilajet Sirija-Jeruzalem. Britanci su svoju koloniju, osnovanu 1920. godine, također nazvali Palestinom. Nakon Arapsko-izraelskog rata 1948. godine, a posebno nakon Šestodnevnog rata, termin Palestina i Palestinski narod počinju se u terminološko-lingvističkom smislu povezivati s arapskim stanovništvom tog područja.

## Povijest
Od 7. stoljeća, Palestina je dio Arapskog kalifata, a u 11. stoljeću osvajaju je Križara. Nakon pobijede muslimana nad Križarima u 12. stoljeću, Palestina ulazi u sastav države Ajubida, a u 16. stoljeću postaje dio Osmanskog carstva. 

### Nakon Prvog svjetskog rata
Nakon Prvog svjetskog rata, Palestina postaje kolonija Britanskog Carstva kao Mandatna Palestina, da bi 1947. godine bila predložena njena podjela na židovsku i arapsku državu. Stvorena je, međutim, samo država Izrael, koja je pored područja koje bi joj pripale prema planu podjele, anektirala i neka područja koja su trebala pripasti državi Arapa (Palestinaca). Dijelovi Palestine koji nisu ušli u sastav Izraela (Zapadna obala i Pojas Gaze) uključeni su tada u sastav Jordana i Egipta.

### Povijest nakon
Tijekom Šestodnevnog rata u 1967. godini, Izrael osvaja Zapadnu obalu i Pojas Gaze da bi na dijelu ovih područja bila formirana autonomna Palestinska Samouprava 1994. godine. Godine 2004., Izrael se povlači iz Pojasa Gaze, ali zadržava kontrolu nad Zapadnom obalom. Godine 2007. kontrolu nad Pojasom Gaze preuzima palestinska organizacija Hamas, koja u Pojasu Gaze formira vlastitu palestinsku vladu suprotstavljenu palestinskoj vladi na Zapadnoj obali.
Dana 29. studenog 2012. godine, Generalna skupština OUN-a primila je Palestinu kao promatrača u nepunopravno članstvo.
- Filistejsko područje za vrijeme antičkog doba
- Arapski kalifat u 7. stoljeću
- Osmanska upravna podjela Palestine u 19. stoljeću

## Administrativna podjela

### Guvernati
Područje Palestine je podijeljeno na 16 guvernata, od kojih se 11 nalazi na Zapadnoj obali, a 5 uPPojasu Gaze.

#### Guvernati na Zapadnoj obali
- Dženin
- Tubas
- Nablus
- Tulkarm
- Salfit
- Kalkilija
- Ramala i el Bira
- Jerihon
- Jeruzalem
- Betlehem
- Hebron

#### Guvernati u Pojasu Gaze
- Deir el Balah
- Han Junis
- Rafa
- Sjeverna Gaza
- Gaza

Za razliku od guvernata u Pojasu Gaze, koje su u potpunosti pod upravom Palestinaca, guvernati na Zapadnoj obali su djelomično pod kontrolom Palestinaca, a djelomično pod direktnom kontrolom Izraela.

### Gradovi
Najveći gradovi u Pojasu Gaze su:
- Gaza (400.000)
- Kan Junis (200.000)
- Džabalija (103.000)
- Rafa (152.920)
- Bait-Lahija (40.000)

Najveći gradovi na Zapadnoj obali su:
- Istočni Jeruzalem (385.000)
- Hebron (229.000)
- Nablus (130.000)
- Ramala (57.000)
- Tulkarm (54.000)
- Kalkilija (40.000)
- Betlehem (28.000)
- Dženin (20.000)
- Jerihon (20.000)

Najveći grad Palestine je Gaza, dok je službeni glavni grad države Istočni Jeruzalem. S obzirom na to da je Istočni Jeruzalem pod upravom Izraela i službeno povezan sa Zapadnim Jeruzalemom, sjedišta dviju palestinskih vlada nalaze se u Ramali i Gazi. Svi veći gradovi Palestine, izuzev Istočnog Jeruzalema, su pod palestinskom upravom.

## Politika

### Međunarodno priznanje
Iako UN Palestinu priznaje kao neovisnu državu, samo djelomično kontrolira područja na koje polaže pravo, a postoje i dvije suprotstavljene palestinske vlade. Pojasom Gaze, koji je u potpunosti pod kontrolom Palestinaca, upravlja palestinska vlada organizacije Hamas, dok Zapadnom obalom, koja je i dalje pod okupacijom Izraela, upravlja palestinska vlada organizacije Fatah.

## Galerija
- Zemljopivid Države Palestine
- Palestina, 1920.
- Zastava Države Palestine
- Jeruzalem, formalno glavni grad Države Palestine
- Palestinska funta (1939.)
- Palestinska funta (1941.)
- Palestinska putovnica u vrijeme Britanskog mandata nad Palestinom
- Palestina, 1759.
- Palestina, 1851.
- Palestina, 1864.
- Palestina, 1900.
- Palestina, 1915.
- Palestina, 1920.
- Palestina, 1924.
- Palestina, 1946.

## Vanjske poveznice
- Status Palestine u UN (A/RES/67/19), cijeli tekst
- Politička izjava o proglašenju
- Stalna promatračka misija UN